# Pyrrosia stigmosa
Pyrrosia stigmosa är en stensöteväxtart som först beskrevs av Olof Peter Swartz, och fick sitt nu gällande namn av Ren-Chang Ching. Pyrrosia stigmosa ingår i släktet Pyrrosia och familjen Polypodiaceae. Inga underarter finns listade.